# Saint-André-sur-Vieux-Jonc
Saint-André-sur-Vieux-Jonc là một xã ở tỉnh Ain, vùng Auvergne-Rhône-Alpes thuộc miền đông nước Pháp.